# 張薰 (韓國導演)
張薰（韓語：장훈，1975年5月4日—），或译张勋，韩国电影导演、編劇和剪輯師，毕业于首尔大学视觉设计专业，曾师从金基德导演。2008年执导由金基德担任编剧的《電影就是電影》作为导演正式出道，所执导电影的票房超越的金基德所有执导电影的票房总和。

## 作品
- 2001年：《魔鬼女神（英语：헤라 퍼플）》（导演组）
- 2004年：《緣分的天梯》（导演组）
- 2004年：《慾海慈航》（导演组）
- 2004年：《感官樂園》（导演组）
- 2005年：《情慾穿心箭（英语：The Bow (film)）》（副导演、剪辑）
- 2006年：《慾望的謊容（英语：Time (2006 film)）》（副导演、剪辑）
- 2008年：《電影就是電影（英语：Rough Cut (2008 film)）》（导演、剧本润色）
- 2010年：《義兄弟（英语：Secret Reunion）》（导演、剧本润色）
- 2011年：《高地戰》（导演）
- 2012年：《电影笔记》（시네노트）（导演）
- 2017年：《我只是個計程車司機》（导演）

## 奖项
| 年份   | 颁奖礼                              | 奖项               | 作品                   | 结果 | 参考          |
| ------ | ----------------------------------- | ------------------ | ---------------------- | ---- | ------------- |
| 2008年 | 第28届韩国电影评论家协会奖          | 最佳新人导演       | 《電影就是電影》       | 獲獎 |               |
| 2009年 | 第46届大鐘獎                        | 最佳剧本           | 《電影就是電影》       | 獲獎 |               |
| 2010年 | 第30届韩国电影评论家协会奖          | 最佳导演           | 《義兄弟》             | 獲獎 |               |
| 2010年 | 第46屆百想藝術大獎                  | 电影部门 最佳导演  | 《義兄弟》             | 獲獎 |               |
| 2010年 | 第31届青龍電影獎                    | 最佳影片           | 《義兄弟》             | 獲獎 |               |
| 2011年 | 第48届大钟奖                        | 最佳影片           | 《高地戰》             | 獲獎 |               |
| 2011年 | 第48届大钟奖                        | 最佳导演           | 《高地戰》             | 提名 |               |
| 2011年 | 第31届韩国电影评论家协会奖          | 最佳影片           | 《高地戰》             | 獲獎 |               |
| 2011年 | 第31届韩国电影评论家协会奖          | 最佳导演           | 《高地戰》             | 獲獎 |               |
| 2011年 | 第20届釜日電影獎                    | 最佳影片           | 《高地戰》             | 獲獎 |               |
| 2011年 | 第32届青龙电影奖                    | 最佳影片           | 《高地戰》             | 提名 |               |
| 2012年 | 第14届远东电影节                    | 观众奖             | 《高地戰》             | 獲獎 |               |
| 2017年 | 第26届釜日电影奖                    | 最佳影片           | 《我只是個計程車司機》 | 獲獎 | [ 3 ]         |
| 2017年 | 第26届釜日电影奖                    | 釜日读者评审团奖   | 《我只是個計程車司機》 | 獲獎 | [ 3 ]         |
| 2017年 | 第54屆大鐘獎                        | 最佳影片           | 《我只是個計程車司機》 | 獲獎 |               |
| 2017年 | 第54屆大鐘獎                        | 最佳导演           | 《我只是個計程車司機》 | 提名 |               |
| 2017年 | 第3届亚洲国际电影节                 | 最佳影片           | 《我只是個計程車司機》 | 獲獎 | [ 4 ]         |
| 2017年 | 第3届亚洲国际电影节                 | 人道主义奖         | 《我只是個計程車司機》 | 獲獎 | [ 4 ]         |
| 2017年 | 第38屆青龍電影獎                    | 最佳影片           | 《我只是個計程車司機》 | 獲獎 |               |
| 2017年 | 第38屆青龍電影獎                    | 最佳导演           | 《我只是個計程車司機》 | 提名 |               |
| 2017年 | 第38屆青龍電影獎                    | 韩国电影最多观众奖 | 《我只是個計程車司機》 | 獲獎 |               |
| 2017年 | 第37届韩国电影评论家协会奖          | 十佳电影           | 《我只是個計程車司機》 | 獲獎 | [ 5 ]         |
| 2017年 | 第25届大韩民国文化演艺大奖          | 电影部门 最佳影片  | 《我只是個計程車司機》 | 獲獎 |               |
| 2017年 | 第25届大韩民国文化演艺大奖          | 电影部门 最佳导演  | 《我只是個計程車司機》 | 獲獎 |               |
| 2017年 | 第17届大韩民国青少年电影节          | 最受欢迎导演奖     | 《我只是個計程車司機》 | 獲獎 |               |
| 2017年 | 第17届韩国导演选择奖                | 年度特别提及       | 《我只是個計程車司機》 | 獲獎 | [ 6 ]         |
| 2017年 | 第6届韩国电影演员协会明星之夜颁奖礼 | Top导演奖          | 《我只是個計程車司機》 | 獲獎 |               |
| 2017年 | 第1届The Seoul Awards               | 电影部门 大奖      | 《我只是個計程車司機》 | 提名 | [ 7 ] [ 8 ]   |
| 2017年 | 第23届春史電影獎                    | 最佳导演           | 《我只是個計程車司機》 | 提名 | [ 9 ]         |
| 2018年 | 第54屆百想藝術大獎                  | 电影部门 大奖      | 《我只是個計程車司機》 | 提名 | [ 10 ] [ 11 ] |
| 2018年 | 第54屆百想藝術大獎                  | 电影部门 最佳影片  | 《我只是個計程車司機》 | 提名 | [ 10 ] [ 11 ] |
| 2018年 | 第54屆百想藝術大獎                  | 电影部门 最佳导演  | 《我只是個計程車司機》 | 提名 | [ 10 ] [ 11 ] |

## 外部連結
- 張薰在互联网电影资料库（IMDb）上的資料（英文）
- 張薰在韩国电影数据库（KMDb）上的資料（韓語）